# シャンベリ
シャンベリ(Chambéry)はフランスの東部、オーヴェルニュ＝ローヌ＝アルプ地域圏の都市で、サヴォワ県の県庁所在地である。
人口は1999年現在、約5万5千人。隣接都市を合算した人口は約11万人、都市圏としては約13万人の人口を擁する。

## 歴史
古代ローマ時代にこの場所にはレメンクム（Lemencum）という名の街があった。シャンベリが都市の勅許を獲得し、歴史に再登場するのは12世紀以降である。サヴォイア伯爵家はシャンベリに宮廷を置き、サヴォイア家が勢力を伸ばすに従い、シャンベリは発展していった。
シャンベリの帰属は二回、サヴォイアからフランスの間で移転している。

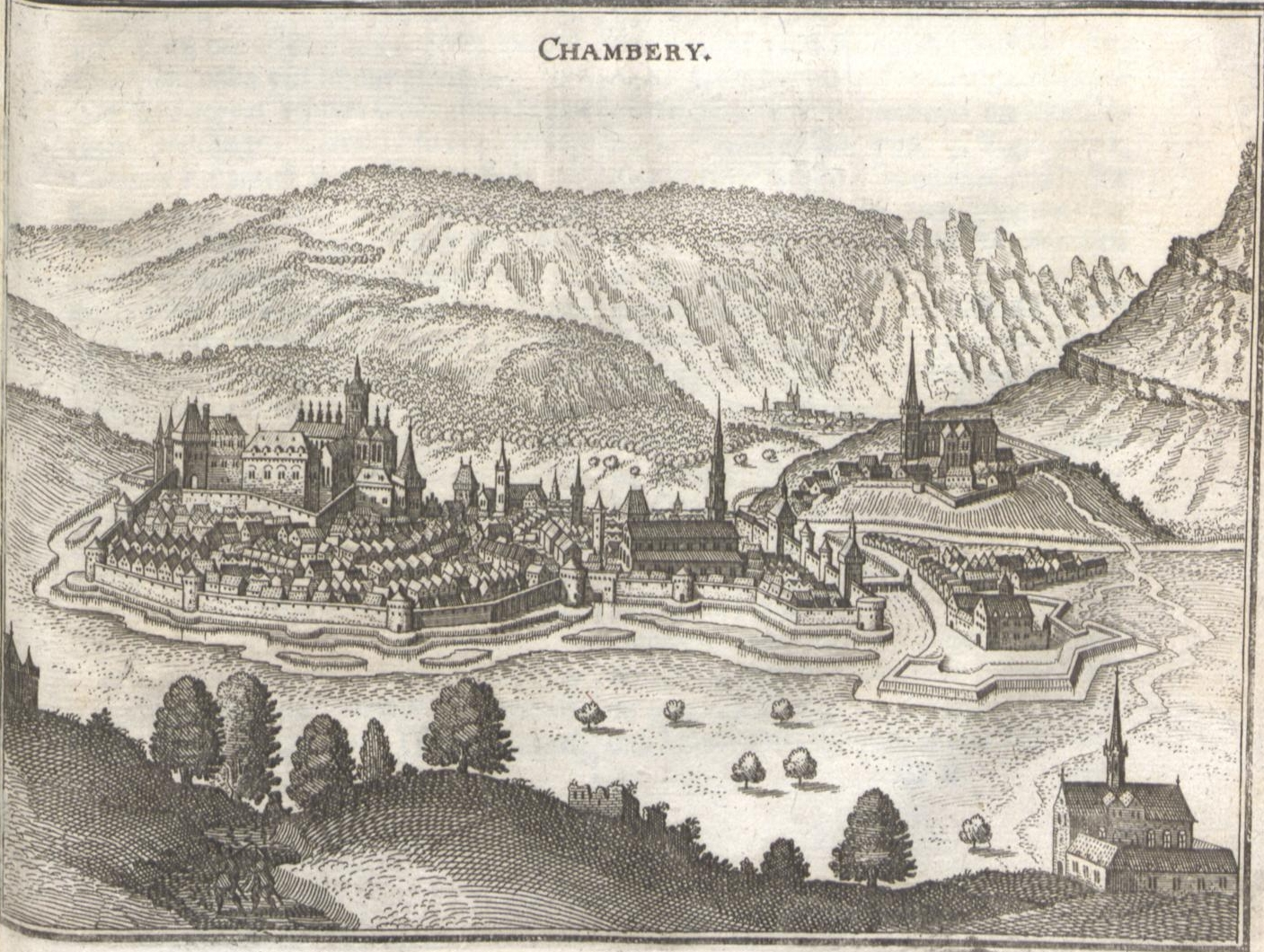
1645年のシャンベリ
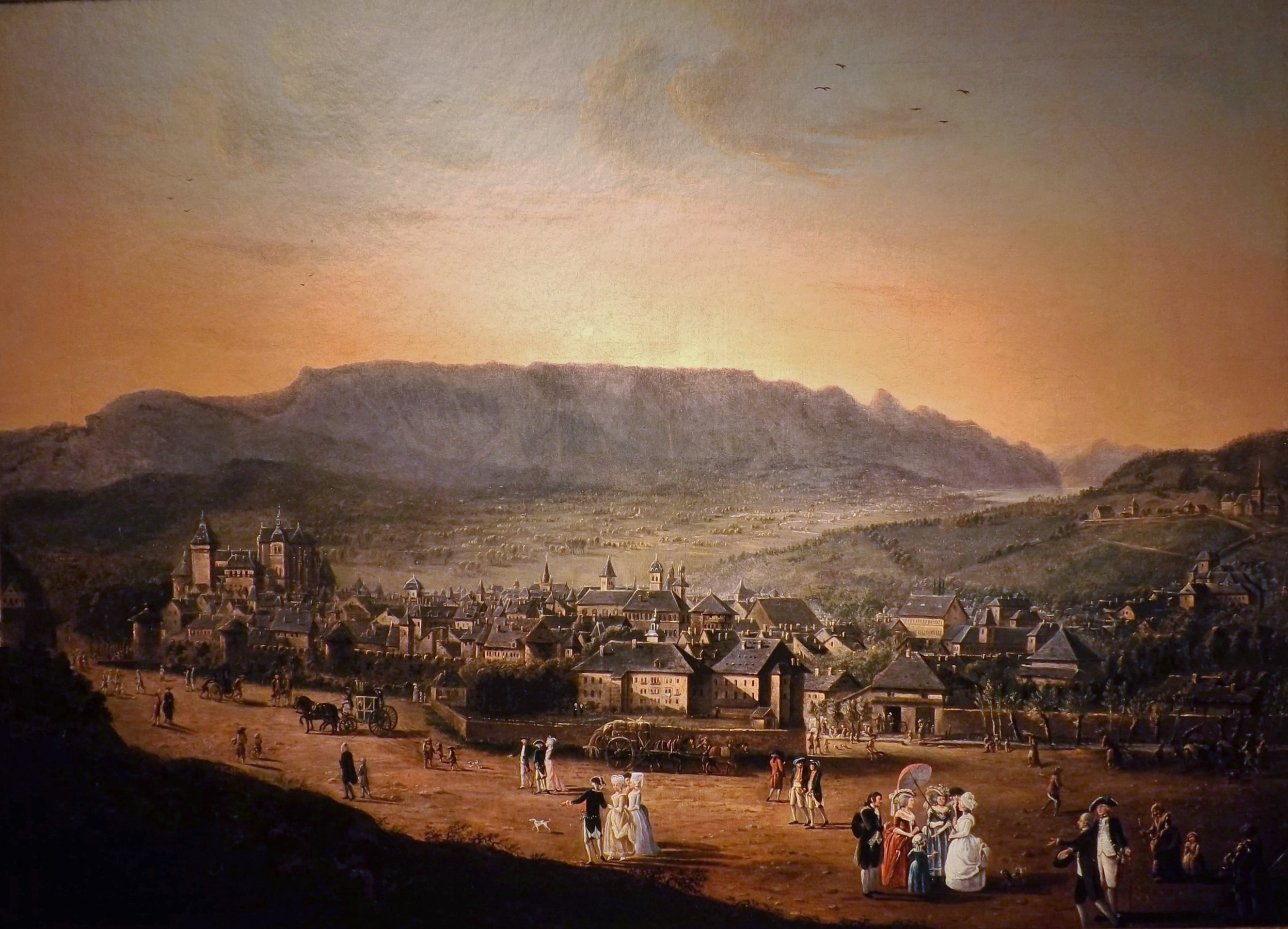
1780年頃のシャンベリ
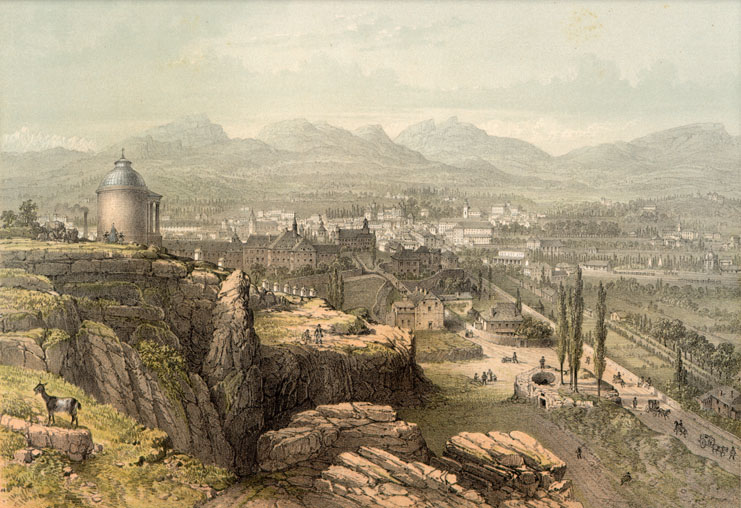
1864年のシャンベリ

1792年から1815年にシャンベリはフランス領となり、モン・ブラン県の県庁所在地とされた。しかし1815年には再びサヴォイア家に帰属した。シャンベリの帰属が最終的に確定したのは1860年3月24日である。以後、シャンベリは再びフランス領に編入され、サヴォワ県の県庁所在地とされ、現在に到る。
第二次世界大戦中、シャンベリは1944年5月26日に空襲を受けた。
1961年には近接する二つの都市、ビシー（Bissy）とシャンベリ＝ル＝ヴィユ（Chambéry-le-Vieux）を合併した。

## 姉妹都市
- トリノ、イタリア
- アルプシュタット、ドイツ
- ワヒグヤ、ブルキナファソ

## 関連人物
- メーストル兄弟（ジョゼフ・ド・メーストル、グザヴィエ・ド・メーストル）
- ジャン・ムーラン（レジスタンス活動家）
- ロベール・バダンテール（元法相） - アントン作戦以後の1943年3月から1944年8月までシャンベリ近郊コナンに避難していた。
- オリヴィエ・ジルー（サッカーフランス代表選手）
- ゴーティエ・カピュソン（チェリスト）